# Chamsia Sagaf
Chamsia Sagaf (sinh năm 1955) là một ca sĩ người Comoros hát tiếng Swig.

## Đời sống
Sagaf được sinh ra tại Comoros  và cô được biết đến là người hát về phụ nữ và trẻ em. Cô lần đầu tiên hát trong các hiệp hội phụ nữ vào những năm 1970 và đã tạo ra ba album.